# 홍석민 (바둑 기사)
홍석민(洪錫民, 2005년 5월 14일 ~ )은 대한민국의 바둑 기사이다.

## 약력
전라남도 광양에서 태어났다. 순천의 한국바둑고등학교에 입학하며 프로 바둑 기사의 꿈을 꾸었고 김기용과 김남훈 사범의 바둑 지도를 받았다. 2021년 제12회 지역영재입단대회에서 서준우를 꺽고 입단했다.